# Stenocnemus
Stenocnemus is een geslacht van kevers uit de familie van de loopkevers (Carabidae). De wetenschappelijke naam van het geslacht is voor het eerst geldig gepubliceerd in 1837 door Carl Gustaf Mannerheim.

## Soorten
Het geslacht Stenocnemus is monotypisch en omvat slechts de volgende soort:
- Stenocnemus mannerheimii (Chaudoir, 1859)